# Supernova (programma)
Supernova is de Letse nationale preselectie voor het Eurovisiesongfestival. De muzikale televisieserie wordt georganiseerd door LTV, de Letse publieke omroep.
Supernova werd als voorronde voor het eerst gehouden in 2015, als opvolger voor Dziesma. Supernova was direct een succes; winnares Aminata bezorgde Letland voor het eerst sinds 2008 een plek in de finale van het Eurovisiesongfestival.

## Edities
| Jaar | Artiest        | Lied            | Finale                                            | Punten                                            | Halve finale                                      | Punten                                            |
| ---- | -------------- | --------------- | ------------------------------------------------- | ------------------------------------------------- | ------------------------------------------------- | ------------------------------------------------- |
| 2015 | Aminata        | Love injected   | 6                                                 | 186                                               | 2                                                 | 155                                               |
| 2016 | Justs          | Heartbeat       | 15                                                | 132                                               | 8                                                 | 132                                               |
| 2017 | Triana Park    | Line            | Niet gekwalificeerd                               | Niet gekwalificeerd                               | 18                                                | 21                                                |
| 2018 | Laura Rizzotto | Funny girl      | Niet gekwalificeerd                               | Niet gekwalificeerd                               | 12                                                | 106                                               |
| 2019 | Carousel       | That night      | Niet gekwalificeerd                               | Niet gekwalificeerd                               | 15                                                | 50                                                |
| 2020 | Samanta Tīna   | Still breathing | Eurovisiesongfestival geannuleerd wegens COVID-19 | Eurovisiesongfestival geannuleerd wegens COVID-19 | Eurovisiesongfestival geannuleerd wegens COVID-19 | Eurovisiesongfestival geannuleerd wegens COVID-19 |
| 2022 | Citi Zēni      | Eat your salad  | Niet gekwalificeerd                               | Niet gekwalificeerd                               | 14                                                | 55                                                |
| 2023 | Sudden Lights  | Aijā            | Niet gekwalificeerd                               | Niet gekwalificeerd                               | 11                                                | 34                                                |
| 2024 | Dons           | Hollow          | 16                                                | 64                                                | 7                                                 | 72                                                |
| 2025 | Tautumeitas    | Bur man laimi   |                                                   |                                                   |                                                   |                                                   |

2000 · 2001 · 2002 · 2003 · 2004 · 2005 · 2006 · 2007 · 2008 · 2009 · 2010 · 2011 · 2012 · 2013 · 2014 · 2015 · 2016 · 2017 · 2018 · 2019 · 2020 · 2021 · 2022 · 2023 · 2024 · 2025